# Apple Watch Series 2
L'Apple Watch Series 1 et l'Apple Watch Series 2 sont les modèles de deuxième génération de l'Apple Watch sorties le 16 septembre 2016,. Les montres utilisent respectivement le processeur SiP (System in Package) Apple S1P et Apple S2.

## Fonctionnalités
L'Apple Watch Series 2 est résistante à l'eau jusqu'à cinquante mètres de profondeur,,. Elle peut également suivre la distance parcourue durant les entraînements de natation. Lors d'un entraînement nautique, la fonction tactile peut être manuellement désactivée avec le « mode eau ». Pour désactiver ce mode, il suffit de tourner la couronne digitale sans discontinuer. Pour évacuer l'eau contenue à l'intérieur de la montre, cette dernière va vibrer. L'Apple Watch Series 2 possède un système GPS intégré.

## Logiciel
L'Apple Watch Series 1 et 2 étaient préinstallées avec watchOS 3 et ces dernières sont toujours compatibles avec la dernière version watchOS 6.3. Cependant, elles ne recevront pas watchOS 7 prévu en automne 2020.

## Confusion
L'Apple Watch Series 1 et Series 2 sont sorties en même temps, les deux montres ont un processeur plus rapide que la première version, sauf que la Series 2 a un GPS, une résistance à l'eau pour les entraînements de natation et un affichage de 1000 nits. Cependant, à part un processeur plus rapide, la Series 1 n'est pas différente de la première génération.